# Андон Бедрос IX
Андон Бедрос IX Хассун (арм. Անտոն Պետրոս Թ. Հասունեան; 15 июня 1809, Константинополь, Османская империя — 28 февраля 1884, Рим, королевство Италия) — армянский кардинал. Титулярный архиепископ Анасарбо и коадъютор, с правом наследования, архиепископа Константинополя армяно-католического с 7 июня 1842 по 2 августа 1846. Армяно-католический архиепископ Константинополя со 2 августа 1846 по 14 сентября 1866. Патриарх Армянской католической церкви с 14 сентября 1866 по июнь 1881. Кардинал-священник с 13 декабря 1880, с титулом церкви Санти-Витале-Валерия-Джервазио-э-Протазио с 16 декабря 1880. 